# Eugeniu Cebotaru
Eugeniu Cebotaru (ryska: Евге́ний Серге́евич Чебота́ру, Jevgenij Sergejevitj Tjebotaru), född 16 oktober 1984 i Kisjinjov i Moldaviska SSR i Sovjetunionen (nuvarande Chișinău i Moldavien), är en moldavisk före detta fotbollsspelare som spelade som central mittfältare. Sina sista år i karriären spelade han för Petrolul Ploiești.